# Organogenese (Psychiatrie)
Mit Organogenese wird in der Psychiatrie nach Uwe Henrik Peters die Störung einer psychischen Struktur durch eine dieser Struktur zugrunde liegende organische Krankheit angesehen. Dies stelle die organische Seite der organo-dynamischen Theorie von Henri Ey dar. Auf der anderen Seite komme auch der umgekehrte Prozess infrage, nämlich der einer eigengesetzlichen Schädigung von Organen durch eher funktionelle psychische Störungen. Entscheidend sei bei jeder Form des psychischen Krankseins die dabei feststellbare Desorganisation aufgrund gestörter psychophysischer Korrelation. Die organo-dynamische Theorie steht durchaus mit den Theorien der Entwicklungsgeschichte und der Evolution in Verbindung, vgl. auch die Organogenese in biologischer Hinsicht sowie die Evolutions- und Dissolutionslehre von John Hughlings Jackson, der sich wiederum auf die Evolutionslehren von Herbert Spencer gestützt hatte. Ähnliche Theorien, wie sie von Henri Ey befürwortet wurden, waren auch von Eugen Bleuler und Pierre Janet vertreten worden.